# Bensuls gård
Bensuls gård var en herrgård i Esbo i det finländska landskapet Nyland. Herrgården låg i stadsdelen Fantsby.
Den 5 januari 2012 förstördes herrgårdens värdefulla huvudbyggnad i en brand. Huvudbyggnaden, som omfattade 300 kvadratmeter, hade drabbats av en mindre brand några dagar tidigare, troligen orsakad av spisen eller något annat värmeelement. Man antar att branden aldrig släcktes helt, vilket ledde till att byggnaden senare brann ner. Herrgårdens ekonomibyggnader stod kvar. Bensuls gårds huvudbyggnad var byggt på 1890-talet.
Det finns också en stenåldersboplats på Bensuls gård och en gammal stenbro.